# Фризи, Паоло
Паоло Фризи (итал. Paolo Frisi; 13 апреля 1728[…], Меленьяно, Габсбургская монархия — 22 ноября 1784[…], Милан, Габсбургская монархия) — итальянский математик, астроном и физик, священник ордена варнавитов. Знал гидродинамику, занимался управлением каналов. Благодаря ему в Италии появились молниеотводы.

## Биография
Учился в местном варнавитском монастыре, потом учился в Падуе.
С 1753 года — профессор философии варнавитском колледже Святого Александра в Милане.
В 1756—1764 годах — профессор математики в Пизанском университете по назначению Леопольда, Тосканского герцога.
В 1764 году получил от папы римского Пия VI освобождение от церковных обязанностей.
В 1764—1766 годах — профессор математики в Палатинской школе в Милане.

## Членство в академиях
- 1753: член-корреспондент Парижской академии наук[5].
- 1756[7]: почётный член Петербургской академии наук за работу «De existentia et motu aetheris seu de theoria electricitatis, ignis et lucis»[6].
- 1757: иностранный член Лондонского королевского общество[5].
- 1758: иностранный член Берлинской академии наук[5].
- 1766: иностранный член Шведской королевской академии наук[5].
- 1770: иностранный член Датской королевской академия наук[5].

## Работы

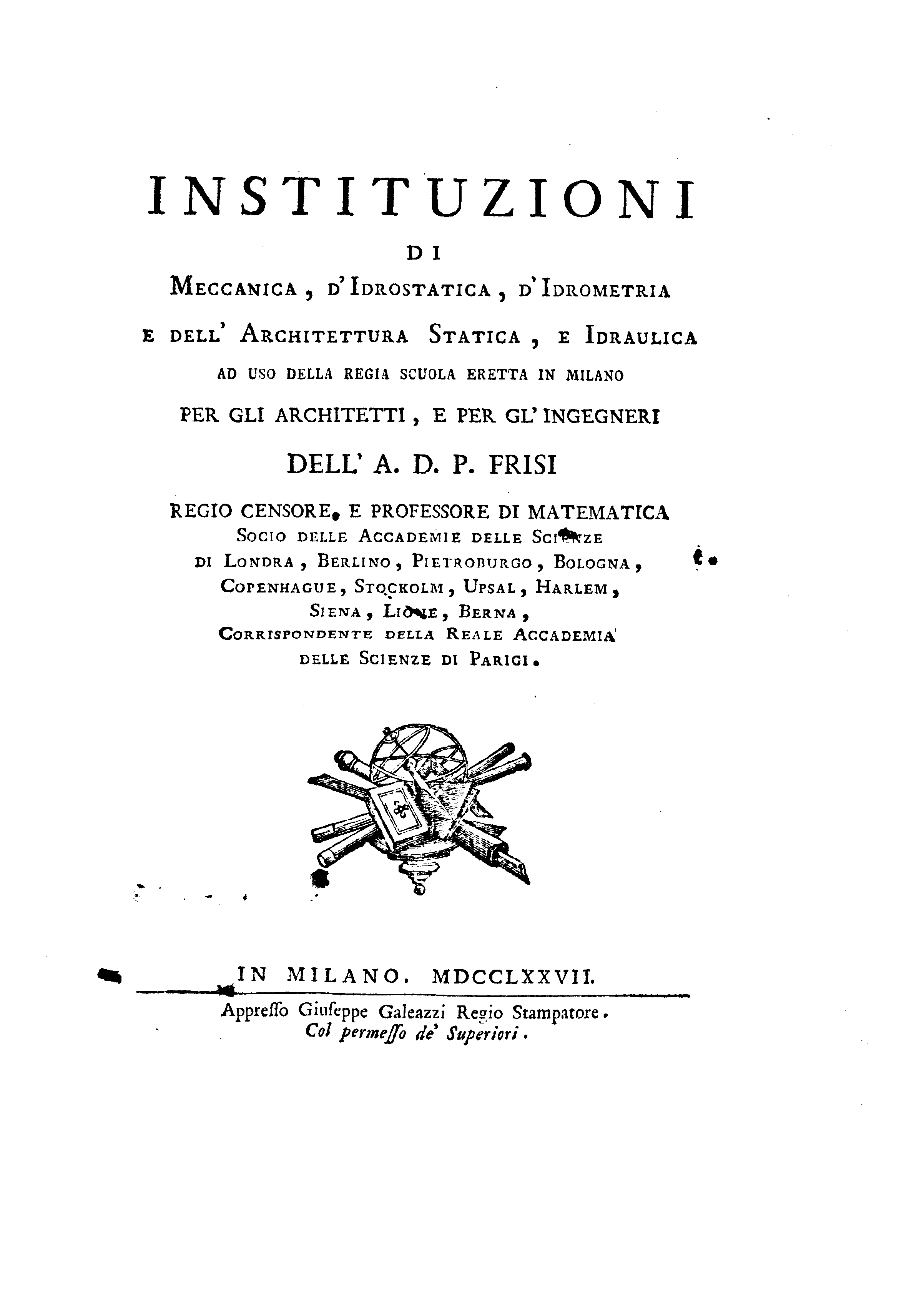
Instituzioni

- «Disquisitio mathematica in causam physicam figurae et magnitudinis telluris nostrae» (Милан, 1751)
- «Nova electricitatis theoria etc.» (Милан, 1755)
- «De existentia et motu aetheris seu de theoria electricitatis, ignis et lucis» (1756)
- «De motu diurno terrae dissertatio» (Пиза, 1758)
- «Dissertatio de atmosphaera coelestium corporum» (1758)
- «Dissertatio de inaequalitatibus motus planetarum omnium etc.» (1760)
- «Dissertatio de uniformitate motus diurni terrae» (1783)
- «De problematis quibusdam isoperimetricis» («Novi Comm. Acad. Scient. Imper. Petropolitanae», VII pro annis 1758 et 1759; 1761).
- «De resolutione aequationum tertii gradus» («Atti di Siena», IV, 1771)
- «De problematibus quibusdam maximorum et minimorum» (там же)
- «De acceleratione et retardatione motus planetarum» («Commentarii Bononienses», V, 1767)
- «De aequatione quadam differentiali etc.» (там же, VI, 1783)
- «De rotatione corporum» (там же)
- «Mem. dell’ equilibrio delle cupole e delle volte» («Atti della Societa Patriotica di Milano», I)
- «Berigt nopens de verdeeling en zaamenloop der rivieren» («Verhandl. Maatsch. Haarlem», XIV, 1773)
- «De theoria satellitum jovialium» (там же, XXV, 1788).

### Сборники
- «Dissertationes variae» (в 2 томах, Lucae; 1759 и 1761)
- «Opuscoli filosofici» (Милан, 1781)
- «Opera» в 3 томах с портретом автора (Милан, 1782, 1783 и 1785)
- «De gravitate universali corporum libri III» (Милан, 1768)
- «Cosmographia physica et mathematica» (2 т., Милан, 1774 и 1770)
- «Dell’architettura statica e idraulica» (там же, 1777)
- «Instituzioni de Mecanica, d’Idrostatica, d’Idrometria» (Милан, 1777)

До 20 сочинений Фризи, оставшихся после его смерти в рукописи, не были изданы.